# Štefan Hoza
Štefan Hoza (Smižany, 20 ottobre 1906 – Bratislava, 6 aprile 1982) è stato un tenore, librettista, saggista e attore slovacco.

## Biografia
Insegnante, si diplomò in canto nel 1932 all'Accademia musicale e drammatica di Bratislava, proseguì gli studi a Praga nello stesso anno, e poi a Milano nel 1933 e a Vienna nel 1936.
Fu uno dei più attivi organizzatori della vita studentesca al collegio universitario "Svoradov" di Bratislava. Dal 1932 al 1962 fu membro del Teatro Nazionale Slovacco di Bratislava, per il teatro d'opera fu drammaturgo dal 1939 al 1947 e regista dal 1958 al 1962. Fu insegnante al Conservatorio di Bratislava, dapprima nel 1952 come esterno, dal 1962 come interno. 
Calcò le scene di importanti teatri d'opera, fra i quali Zagabria, Vienna, Budapest e Dresda. Eccelse soprattutto nei ruoli eroici. Interpretò il ruolo di Ondrej alla prima rappresentazione di Krútňava di Eugen Suchoň e di Juraj Jánošík alla prima rappresentazione dell'omonima opera di Ján Cikker. Di entrambe scrisse il libretto.
Fu anche interprete, promotore e raccoglitore di canzoni popolari tradizionali. Come cantante collaborò al film Zem spieva di Karol Plicka.
Nel 1977 sottoscrisse la cosiddetta Anticharta, con cui molti artisti comunisti presero le distanze dalla Charta 77 e dai suoi sottoscrittori.

## Produzione

### Libretti d'opera
- Eugen Suchoň, Krútňava - libretto scritto con Eugen Suchoň
- Ján Cikker, Juro Jánošík

### Saggi
- 1943: Tvorcovia hudby ("I creatori della musica")
- 1954: Opera na Slovensku ("L'opera in Slovacchia")
- 1975: Večer v opere ("La sera all'opera")
- 1989: Ja svoje srdce dám... 1-2, ("Io do il mio cuore") autobiografia

## Filmografia

### Attore
- 1934 Hudba srdcí, nel ruolo del tenore Štěpán Urbanec[1]
- 1934 Polská krev, nel ruolo del conte Bolo Baranský
- 1960 Na pochode sa vždy nespieva, protagonista

### Cantante
- 1933 Zem spieva
- 1934 Hudba srdcí [2]
- 1934 Polská krev

## Riconoscimenti
- 1968: titolo di Artista meritevole